# Athetis insignifica
Athetis insignifica là một loài bướm đêm trong họ Noctuidae.